# Atriplex cordifolia
Atriplex cordifolia là loài thực vật có hoa thuộc họ Dền. Loài này được J.M.Black mô tả khoa học đầu tiên năm 1945.